# Agyrtes longulus
Agyrtes longulus es una especie de escarabajo carroñero primitivo perteneciente a la familia Agyrtidae. Se encuentra distribuido en América del Norte. En América del Norte la especie se distribuye desde el sur de California hacia el norte a través de las montañas costeras hasta Columbia Británica y el sur de Alaska, y tierra adentro hasta Idaho.